# Debelah Morgan
Debelah Morgan (Detroit, Míchigan, 29 de septiembre de 1977) es una cantante y compositora estadounidense de R&B, soul y urban.
Comenzó su andadura musical con solo ocho años, cuando escribió su primera canción. Poco después formó su propio coro femenino, del cual también se ocpuaba de la dirección. A la edad de quince años empezó a dar clases de góspel al coro de la Universidad de Arizona, por lo cual ese mismo año consiguió los honores del premio «Miss Teen Black Arizona». Más tarde se trasladó hasta Los Ángeles, donde quedó segunda en la «NAACP international music competition». En 1994 firmó por Atlantic, donde lanzó su primer álbum Debelah. En 1998 se fue a Motown en donde editó It's not over, de menor relevancia que el anterior. Dos años después, en 2000, volvió a Atlantic, para lanzar su álbum más exitoso Dance with me, del cual el sencillo del mismo nombre alcanzó notables puestos en las listas de ventas.

## Discografía
- Debelah (1994)
- It's Not Over (1998)
- Dance with Me (2000)
- Light at the End of the Tunnel (2005)

- Datos: Q841277